# Oruzgan
Oruzgan (perski i paszto: اروزگان, wymawiane Oruzgan albo Uruzgan) – jedna z 34 prowincji afgańskich, położona centralnie lecz związana z pasztuńskim południem kraju. Stolica prowincji w Tarin Kowt. Na obszarze prowincji zachodzą na siebie tereny zasiedlone przez różne grupy narodowościowe. Z tego względu 28 marca 2004 roku prowincja Daykundi została podzielona na pasztuński Oruzgan oraz Daykundi z większością hazarską. Mapa przedstawia granice prowincji po podziale. W maju 2006 roku powiat Gizab powrócił do Oruzganu. W 2021 roku prowincja liczyła prawie 444 tys. mieszkańców.
Ze względu na szczególne nasilenie działalności partyzantki talibskiej na terenie prowincji ograniczana jest tu działalność organizacji pomocowych, natomiast siły ISAF działają głównie z Tarin Kowt, stolicy prowincji.

## Powiaty
- Chora
- Dihrawud
- Gizab
- Khas Uruzgan
- Shahidi Hassas ("Caher Cineh")
- Tirin Kot